# Arrondissement de Zwolle
L'arrondissement de Zwolle est une ancienne subdivision administrative française du département des Bouches-de-l'Yssel créée le 1er janvier 1811 et supprimée le 11 avril 1814.

## Composition
Il comprenait les cantons de Hasselt, Kampen, Steenwijk, Vollenhove et Zwolle.